# Barnhuskällaren

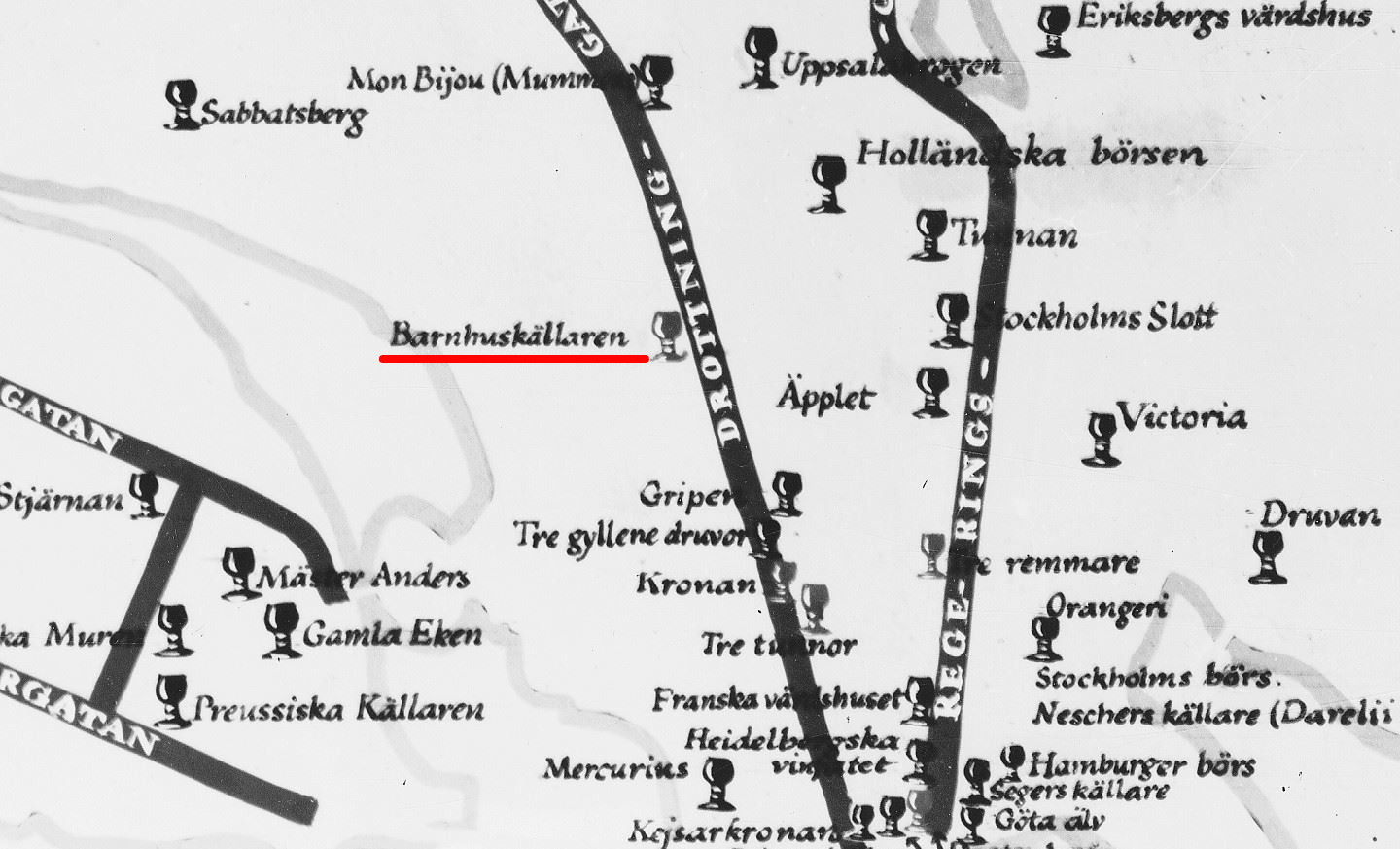
Kända värdshus i norra Stockholm, 1600- till 1700-tal (Barnhuskällaren markerad)

Barnhuskällaren var ett värdshus som på 1720-talet låg vid dagens Drottninggatan 71. Källaren brann ner 1844 och gav upphov till kvarteret med samma namn. På platsen uppstod 1857 Hotel Phoenix och 1880 Norra Latin.

## Historik

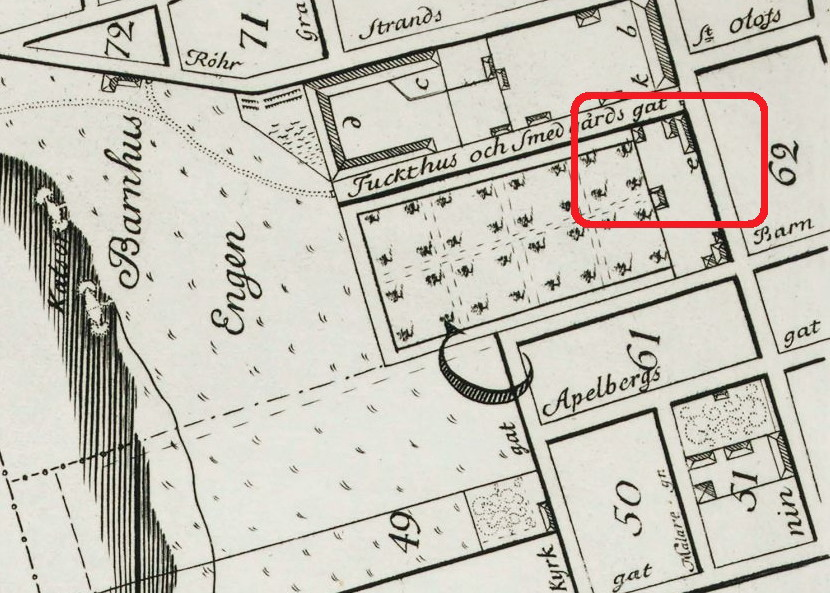
Del av Tillaeus Stockholmskarta från 1733 visande Barnhuskällaren (litt. e). Kartan är orienterad mot norr.

Barnhuskällaren är känd sedan tidigt 1700-tal och låg intill Drottninggatan (ungefär dagens nummer 71). På Petrus Tillaeus karta från 1733 markeras stället som Barnhus Källaren (litt. e). Väster om värdshuset utbredde sig en trädgård vilken fortsatte som Barnhusängen ner till Barnhusviken. Namnet härrör från Allmänna Barnhuset, ett barnhem som fanns från tidigt 1600-tal fram till 1885 vid dagens Drottninggatan 73. Serveringsstället bestod av ett litet gulmålat trähus som ägdes av Barnhuset.
År 1728 var krögaren Eric Hergemander och i slutet av 1700-talet hyrdes Barnhuskällaren av källarmästaren Pehr Zelling som här uppsatte en biljard. 
Runt åren 1820-27 arrenderades en del av Barnhuskällaren av Källarmästaren Johann Frantz Finn. Han drev en källarrörelse med därvarande trädgård och betalade årligen 700 banco för arrendet. 
Efter 1839 arrenderades stället av konditorn Wilhelm Davidson. Han var sedan 1830-talet etablerad i området med de så kallade Davidsons paviljonger som han drev i Svenska trädgårdsföreningens parkanläggning.

## Barnhuskällaren blir Källaren Phoenix
På våren 1844 brann Barnhuskällaren ner till grunden och en ny byggnad av sten uppfördes med Barnhusets medel på samma plats till en kostnad av 30 000 riksdaler. År 1848 förvärvade Wilhelm Davidson stället som han kallade Källaren Phoenix, som liksom fågel Fenix uppstått ur källarens aska, sedermera känd som Gamle Fenix. 1857 utvidgades värdshuset med en festvåning och blev till Hotel Phoenix. För utformningen svarade arkitekt Johan Fredrik Åbom. Phoenix var Stockholms tidigaste förstklassiga restaurang, inredd med en för tiden ovanlig lyx.